# Овчарук Олександр Максимович
Овчарук Олександр Максимович (14 квітня 1931, с. Ортель-Крулевський повіту Біла Підляська, Люблінське воєводство, Польща - 28 квітня  2015, Херсон, Україна) — український науковець, дослідник і викладач, кандидат технічних наук (1967), доцент кафедри експлуатації судових енергетичних установок  та загально  інженерної підготовки  Херсонської державної  морської  академії.

## Біографія
Народився 14 квітня 1931 р. у селі Ортель-Крулевський,  повіт Біла Підляська,  Люблінське воєводство  у Польщі в польсько-українській родині заможних селян. Там же пішов до школи.
Наприкінці 1939 року, після нападу нацистської Німеччини на Польщу, родина, рятуючись, переїхала до СРСР, і вже через рік остаточно осіла в селі Новорайськ Бериславського району Херсонської області.
Батько Олександра, Максим, загинув у 1944 році під час звільнення міста Брест, за 18 кілометрів від рідної домівки в Польщі.
Під час Другої світової війни, Олександр підлітком працював  у радгоспі  на  сільськогосподарських роботах та помічником комбайнера, за що пізніше отримав звання «Ветеран війни».
Після закінчення  школі Олександр вирішує вступати  до Одеського інституту інженерів морського флоту (водний інститут). В той час відбір школярів для вступу в інститути проводила комісія за конкурсом атестатів. Переглянувши атестат Олександра, один з членів комісії зауважив, що його бали надто високі щоб витрачати їх на вступ до водного інституту. Плани юнака було скореговано.
В 1949 році Олександр розпочав навчання в Одеському політехнічному інституті (Одеському політехнічному університеті), який закінчив з відзнакою за фахом Інженер-механік, спеціальність "Машини і технологія ливарного виробництва".
У 1954—1961 роках працював у Дніпропетровську на заводі пресів, спочатку інженером-механіком, потім старшим конструктором.
В 1961 р. переїхав у  м. Новосибірськ  (РРСФР), де в Інституті гідродинаміки Сибірського відділення АН СРСР працював провідним інженером-конструктором дослідницької групи. Там захистив кандидатську дисертацію. Отримав 20 авторських свідоцтв на різні винаходи при створенні гідромеханічних пристроїв.
У 1969 р. повернувся в Україну, в місто Кременчук Полтавська область, де працював викладачем, доцентом кафедри технічної механіки та першим завідувачем (1972—1974) кафедри вищої математики у Кременчуцькому філіалі  Харківського політехнічного  інституту. Викладав теоретичну механіку  (виконував держбюджетні і господарські договірні науково-дослідні роботи).
В 1983 році переведений на роботу в Херсонський індустріальний інститут (ХНТУ) доцентом кафедри ТММ  (Теорія машин і механізмів), потім — інженером і доцентом кафедри фізики, заснованої в 1959 році, тут виконав серію науково-методичних робіт з застосуванням ЕОМ, розробив  різні винаходи.
З 2006 р. до 2015 р. працював доцентом Херсонської державної морської академії, де викладав для студентів-судномеханіків гідромеханіку та гідропривод, рульові    та підйомно-транспортні машини.

## Науковий доробок
В 1967 році в Інституті гідродинаміки СВ Академії наук СРСР Олександр Максимович  захистив  кандидатську дисертацію   "Зняття внутрішнього грату в електрозварних трубах", результати якої стали основою опублікованої монографії. За розробку установки зняття внутрішнього грату Олександр Максимович був нагороджений дипломом  науково-технічного товариства чорної металургії.  1967 року  за участі Олександра Максимовича  в Інституті гідродинаміки була розроблена гідравлічна установка (гідро пушка) для буріння в умовах вічної мерзлоти, за що він отримав орден «Знак пошани».
В Херсонській державній морській академії  ним було розроблено конструкції оригінальних  лабораторних установок для виконання студентами лабораторних робіт  із гідромеханіки, оформлено технічну документацію на ці установки.
Олександр Максимович   отримав  близько 40 авторских свідоцтв СРСР та патентів України. Останній патент "Гідравлічна рульова машина" було отримано ним  в останні дні життя.
Будучи кваліфікованим методистом,  значну увагу він приділяв підготовці навчальних матеріалів, під його авторством вийшло загалом близько 140 методичних вказівок та посібників.
Олександр Максимович постійно брав участь у міжнародній конференції  "Сучасні енергетичні установки на транспорті і технології та обладнання для їх обслуговування", що її з 2009 року проводить  кафедра експлуатації суднових енергетичних установок та загально інженерної підготовки. Як  знаний методист  викладацької справи,  був запрошений керівником секції "Проблеми підготовки спеціалістів для транспортної галузі" цієї конференції, та публікував у її матеріалах результати своїх досліджень в галузі процесу підготовки майбутніх інженерів-механіків.
Рівень різносторонності розвитку та широти інтересів цієї масштабної особистості підтверджується кількома цікавими фактами. Олександром Максимовичем було запропоновано гіпотезу виникнення Спітакського землетрусу  7 грудня 1988 року. Згідно з якою землетрус спричинили вибухи, що в той час відбувалися на Новій Землі під час атомних випробувань. Олександром Максимовичем було зроблено і математично обґрунтовано припущення, що енергія коливань від цих вибухів передалася через Уральський хребет до Кавказького хребта, що і стало причиною землетрусу у Вірменії. Ця гіпотеза стала основою статті, текст якої був розісланий у провідні  наукові видання та установи СРСР. У Радянському Союзі, із зрозумілих причин, такий матеріал не опублікували, але за свідченнями радіослухачів, Західні радіостанції поширювали інформацію про цю роботу, також вона  була опублікована у США.
Однією з останніх робіт Олександра Максимовича стала наукова стаття, присвячена оцінці параметрів магнітного поля  в широкому міжполюсному проміжку, яка відрізнялась глибиною проробки матеріалу та  практичним її спрямуванням.  За результатами цієї роботи Олександр Максимович планував побудувати діючу установку для лікування людей.

## Погляди
Олександр Максимович був  патріотом  України, переживав за її долю та майбутнє. Під час "Революції на граніті"  їздив до голодуючих студентів на Майдан, аби особисто їх підтримати.
Він часто повторював: "Я завжди намагався побачити шлях до кращого, справедливішого суспільства, але тепер знаю, що це — вічна дорога — дорога боротьби. Закликаю молодь: шукайте щастя сьогодні, добивайтеся успіху і будьте гуманні".
Олександр Максимович мав ще один рідкісний талант — писав вірші, один з яких присвячено випробуванням сьогодення.
Прийшов час
Ти бачиш, як сонечко сяє
Полями течуть ручаї…
І хвиля Дніпровська вмиває
Оголені ноги твої.
Наш ворог те хоче забрати
І море забрати,…як Крим
І Київ забрати, й Карпати
Спалити назавжди наш дім.
Ми підем на битву рішучу
Бо інший закритий вже шлях
Щоб банду розвіять смердючу
Та мир відновити в серцях.
Й загояться рани у крові
І шрами від бит на чолі
І виростуть квіти любові
На вмитій сльозами землі.

## Вибрана бібліографія
- Овчарук О. М., Проценко В. О. Обрґунтування параметрів важільного приводу рульової машини//Науковий вісник Херсонської державної морської академії, 2014, № 2(11).
- Овчарук О. М., Скрипка Г. Л. Магнітне поле в широкому міжполюсному проміжку//Науковий вісник Херсонської державної морської академії, 2011, № 1(4).
- Овчарук О. М., Скиба Н. Г. Психологічні аспекти активізації навчальної роботи студентів у вищих технічних навчальних закладах//Науковий вісник Херсонської державної морської академії, 2010, № 1(2)
- Овчарук О. М., Гончаренко А. В. Загальна формула розподілу осереднених швидкостей рідини в круглоциліндричній трубі//Науковий вісник Херсонської державної морської академії, 2010, № 1(2)